# Tomonobu Shimizu
Tomonobu Shimizu (jap. 清水 智信 Shimizu Tomonobu; ur. 28 czerwca 1981 w Fukui) – japoński bokser, były zawodowy mistrz świata wagi junior koguciej (do 115 funtów), organizacji WBA.

## Kariera amatorska
W trakcie kariery amatorskiej stoczył 78 walk, z których wygrał 68 (25 przez KO), a 10 przegrał.

## Kariera zawodowa
Karierę zawodową rozpoczął 12 marca 2004. Do stycznia 2007 stoczył 10 walk, z których wygrał 9, a 1 przegrał.
6 kwietnia 2007 stanął przed szansą zdobycia tytułu mistrza świata WBC w wadze muszej. Przegrał z wieloletnim mistrzem, Tajem Pongsaklekiem Wonjongkamem. Walka przerwana została przez sędziego w siódmej rundzie.
Po trzech kolejnych wygranych walkach (w tym zdobycie tytułu mistrza Japonii w wadze muszej) otrzymał kolejną możliwość zdobycia tytułu mistrza świata. 30 lipca 2008 spotkał się z następcą Pongsakleka, rodakiem Daisuke Naitō i przegrał przez nokaut w dziesiątej rundzie. Do momentu nokautu prowadził na punkty.
Po czterokrotnej skutecznej obronie tytułu mistrza Japonii, 31 sierpnia 2011 w Tokio, ponownie stoczył pojedynek o tytuł mistrza świata, tym razem WBA w wadze junior koguciej. Po wyrównanym pojedynku, niejednogłośną decyzją sędziów, został uznany zwycięzcą w walce z obrońcą tytułu Meksykaninem Hugo Fidelem Cázaresem i zdobył pas mistrzowski. W trakcie walki doznał poważnej kontuzji. Uniemożliwiła mu ona obronę tytułu i doprowadziła do jego utraty w listopadzie 2011.
Po wyleczeniu kontuzji otrzymał szansę odzyskania tytułu. 4 kwietnia 2012 spotkał się z Tajem Tepparithem Kokietgymem, który w międzyczasie został mistrzem WBA. Przegrał przez techniczny nokaut w dziewiątej rundzie.